# Antoine Baldinucci
Le bienheureux Antoine Baldinucci, né à Florence (Italie) le 13 juin 1665 et décédé à  Pofi (Italie) le 7 novembre 1717, est un prêtre jésuite italien et missionnaire des campagnes du Latium. Béatifié en 1893 par Léon XIII il est liturgiquement commémoré le 6 novembre.

## Biographie

### Jeunesse
De souche aristocratique, Antoine Baldinucci est le fils de Filippo Baldinucci. Il naît à Florence le 9 juin 1665. De santé délicate il reçoit sa première éducation au collège jésuite de Florence. Ses études terminées il pense d'abord suivre l'exemple de son frère et entrer chez les dominicains. Il fait les Exercices spirituels et choisit alors d'entrer dans la Compagnie de Jésus malgré l'opposition de son père, qui cependant se ralliera rapidement à sa décision.

### Formation et missionnaire
Il commence son noviciat le 21 avril 1681. À la fin d'un long parcours de formation spirituelle et théologique il est ordonné prêtre le 28 octobre 1695. Sa mauvaise santé l'empêchant de partir comme missionnaire aux Indes, en Chine ou au Japon, il exerce son ministère en Italie, dans les villes et diocèses du Latium, à partir de Frascati dont la résidence jésuite est sa base. Entre 1697 et 1717, il visite 30 diocèses et effectue une moyenne de 22 missions paroissiales par an. Ses prédications sont inspirées des méditations des 'Exercices spirituels' d'Ignace de Loyola.
Baldinucci cherche à convaincre par l'exemple. Il prêche en pauvreté convaincu que sa vie de pauvreté incite davantage à la conversion que ses prédications.

### Procession de pénitence
Il a l'habitude de solliciter l'attention et l'intérêt des fidèles en organisant des processions qui, partant de différents endroits, rejoignent le lieu où se déroule la prédication. Les personnes qui y participent portent une couronne d'épines et se flagellent, des laïcs (appelés deputati) encadrent la foule.
Le père Baldinucci lui-même accompagne la procession pieds nus, portant une lourde croix et des chaînes tout en prêchant. Il se mêle à la foule, en se flagellant jusqu'au sang. À la fin de la procession un grand feu est allumé et divers objets qualifiés d'instruments du vice y sont jetés : dés, instruments musicaux, images profanes, etc. Les participants sont également invités à déposer dagues et pistolets à ses pieds. Ces processions sont appréciées à tel point qu'avant leur déroulement, une grande foule se masse dans la ville.
Antoine a une dévotion particulière pour la Vierge Marie. Il s'assure toujours avoir sur lui une image miraculeuse intitulée Le refuge des pécheurs, lors de ses voyages. Il travaille beaucoup à promouvoir la dévotion à Marie. Il meurt à 52 ans le 7 novembre 1717 à Pofi, près de Frosinone, lors d'une de ces missions populaires.

## Écrits
En plus de ses sermons, Baldinucci a laissé un grand nombre de lettres, et quelques discours, un guide à destination des missionnaires (Avvertimenti a chi desidera impiegarsi nelle missioni), une synthèse comparative de différentes méthodes d'évangélisation et des ouvrages d'instruction pastorale pour le Carême.

## Béatification
Une procédure en vue de sa béatification est ouverte en 1753. Baldinucci est déclaré Vénérable en 1873 et béatifié le 23 avril 1893 par Léon XIII, sa canonisation n'est pas envisagée. Il est liturgiquement commémoré le 6 novembre.

## Sources
- (en) Cet article est partiellement ou en totalité issu de l’article de Wikipédia en anglais intitulé « Anthony Baldinucci » (voir la liste des auteurs).